# Henadzi Majveyenia
Henadzi Majveyenia –en bielorruso, Генадзі Махвееня– (Dubrovno, URSS, 10 de diciembre de 1983) es un deportista bielorruso que compitió en halterofilia. Ganó tres medallas en el Campeonato Europeo de Halterofilia entre los años 2006 y 2010.

## Palmarés internacional
| Campeonato Europeo | Campeonato Europeo     | Campeonato Europeo | Campeonato Europeo |
| Año                | Lugar                  | Medalla            | Categoría          |
| ------------------ | ---------------------- | ------------------ | ------------------ |
| 2006               | Władysławowo (Polonia) | Medalla de plata   | 62 kg              |
| 2007               | Estrasburgo (Francia)  | Medalla de plata   | 62 kg              |
| 2010               | Minsk (Bielorrusia)    | Medalla de bronce  | 62 kg              |